# Rouge forêt
 (mai 2025).
La mise en forme du texte ne suit pas les recommandations de Wikipédia : il faut le « wikifier ».
Les points d'amélioration suivants sont les cas les plus fréquents :
- Les titres sont pré-formatés par le logiciel. Ils ne sont ni en capitales, ni en gras.
- Le texte ne doit pas être écrit en capitales (les noms de famille non plus), ni en gras, ni en italique, ni en « petit »…
- Le gras n'est utilisé que pour surligner le titre de l'article dans l'introduction, une seule fois.
- L'italique est rarement utilisé : mots en langue étrangère, titres d'œuvres, noms de bateaux, etc.
- Les citations ne sont pas en italique mais en corps de texte normal. Elles sont entourées par des guillemets français : « et ».
- Les listes à puces sont à éviter, des paragraphes rédigés étant largement préférés. Les tableaux sont à réserver à la présentation de données structurées (résultats, etc.).
- Les appels de note de bas de page (petits chiffres en exposant, introduits par l'outil «  Source ») sont à placer entre la fin de phrase et le point final[comme ça].
- Les liens internes (vers d'autres articles de Wikipédia) sont à choisir avec parcimonie. Créez des liens vers des articles approfondissant le sujet. Les termes génériques sans rapport avec le sujet sont à éviter, ainsi que les répétitions de liens vers un même terme.
- Les liens externes sont à placer uniquement dans une section « Liens externes », à la fin de l'article. Ces liens sont à choisir avec parcimonie suivant les règles définies. Si un lien sert de source à l'article, son insertion dans le texte est à faire par les notes de bas de page.
- La présentation des références doit suivre les conventions bibliographiques. Il est recommandé d'utiliser les modèles {{Ouvrage}}, {{Chapitre}}, {{Article}}, {{Lien web}} et/ou {{Bibliographie}}. Le mode d'édition visuel peut mettre en forme automatiquement les références.
- Insérer une infobox (cadre d'informations à droite) n'est pas obligatoire pour parachever la mise en page.

Pour une aide détaillée, merci de consulter Aide:Wikification.
Si vous pensez que ces points ont été résolus, vous pouvez retirer ce bandeau et améliorer la mise en forme d'un autre article.
 (mai 2025).
Rouge forêt est une série télévisée québécoise, réalisée par Charles Grenier, idée originale d’Alexandre Gauthier, et produite par URBANIA. Diffusée depuis le  1ᵉʳ mars 2025 sur Télé-Québec, la série mêle aventure et mystère, et s'intéresse aux défis auxquels fait face un groupe d'adolescents forcés de survivre en forêt.

## Synopsis
Des adolescents se retrouvent de nuit en forêt après que leur autobus scolaire soit tombé en panne et que leur chauffeur ait disparu. Devant l’absence de secours, ils doivent s'organiser pour trouver abri, eau et nourriture. Au fil des jours, ils font face à des phénomènes étranges et devront percer le mystère de la forêt pour rentre chez eux,.

## Distribution

### Rôles principaux[3]
- Florence Boulé Moineau : Florence Carignan
- Jade Bergeron : Billi Cardin
- Loïc Bouffard[4],[5] : Antoine Landry-Pratt
- Jade Brind’Amour[6] : Mathilde Jaroussky
- Yasser Essoulimani : Sammy De Luca
- Evelyne Laferrière[4] : Zoé St-Jean
- Antoine L'Écuyer : Soren
- Adélaïde Schoofs : Louna
- Alicia Phommasak : Charlotte Gaillard
- Édouard Tremblay Grenier : Éloi Verville

### Fiche technique
- Titre original : Rouge Forêt

- Musique originale : Supersavant
- Script-édition : Nathalie Bourdelais
- Directeur de la photographie : Emile Desroches-L
- Directrice artistique : Laura Lemelin-Rainville
- Monteuses : Emmanuelle Lane, Valérie Tremblay
- Société de production : URBANIA
- Première diffusion : Télé-Québec
- Pays de production : Canada
- Langue originale : Français
- Genre : action / aventure
- Nombre de saisons : 1
- Nombre d’épisodes : 20
- Durée : 22 minutes
- Diffusion originale : 1er mars 2025

La série est composée de 20 épisodes, diffusés quotidiennement à 11 h sur Télé-Québec, avec tous les épisodes disponibles en streaming sur l'application et le site vidéo de Télé-Québec depuis le 28 février 2025.

## Production
La série est réalisée par Charles Grenier et scénarisée par une équipe comprenant Pascale Bilodeau, Jean-Philippe Cauchon, Yannick Éthier, Alexandre Gauthier, Stéphanie Labbé, Marie-Frédérique Laberge-Milot, Marie-Hélène Lapierre et Erika Mathieu. La production est assurée par Annie Bourdeau et Gabrielle Forcier, avec Raphaëlle Huysmans et Philippe Lamarre à la production exécutive.

## Thèmes
Rouge forêt explore des thèmes tels que la solidarité, l'entraide et la diversité. La série met en avant l'importance de la collaboration et de l'utilisation des forces individuelles pour réussir collectivement, illustrant que tout est possible lorsqu'on travaille en équipe.

## Épisodes
| Saison 1 (2025) |                      |
| 1               | L’éclair             |
| 2               | S.O.S.               |
| 3               | Rêve ou réalité      |
| 4               | Feu                  |
| 5               | Campagne électorale  |
| 6               | Perdre le nord       |
| 7               | Rouge sang           |
| 8               | Décoder les signes   |
| 9               | Avant la tempête     |
| 10              | Faces cachées        |
| 11              | Le morceau manquant  |
| 12              | La nouvelle          |
| 13              | Un peu plus loin     |
| 14              | Suivre les signes    |
| 15              | Couper le sifflet    |
| 16              | Le secret de Louna   |
| 17              | Ma lune              |
| 18              | Rançon               |
| 19              | Traqués              |
| 20              | Rentrer à la maison? |

## Réception
La série a été saluée pour sa capacité à captiver les jeunes téléspectateurs, en abordant des thèmes tels que la solidarité, l'entraide et l'importance de travailler ensemble pour surmonter les défis.

## Sources
1. ↑  « Nouvelle série de fiction jeunesse à temps pour la relâche », sur presse.telequebec.tv (consulté le 24 avril 2025)
2. ↑  Emmanuelle Plante, « 15 émissions pour les enfants et les adolescents à découvrir pendant la semaine de la relâche scolaire », sur Le Journal de Montréal, 22 février 2025 (consulté le 24 avril 2025)
3. ↑  « Rouge forêt - Série », sur Qui Joue Qui ? - La référence en séries et téléromans québécois (consulté le 24 avril 2025)
4. 1 2  Véronique Larocque, « Relâche: À voir pendant le congé », La Presse,‎ 4 mars 2025 (lire en ligne, consulté le 24 avril 2025)
5. ↑  « Un rôle plus complexe pour Loïc Bouffard », sur L'Oeil régional (consulté le 24 avril 2025)
6. ↑  « Des visages d’ici dans Rouge forêt », sur lecourrier.qc.ca (consulté le 24 avril 2025)
7. ↑  « Rouge Forêt | URBANIA Média », sur urbania.media (consulté le 24 avril 2025)
8. 1 2  Marie-Eve Gratton, « Rouge forêt : s’unir pour survivre, nouvelle série de fiction jeunesse à temps pour la relâche », sur CTVM, 12 février 2025 (consulté le 24 avril 2025)